# Lista de prefeitos de Piracicaba
Esta página contém uma lista de prefeitos e vice prefeitos do município de Piracicaba, localizada no estado de São Paulo, desde 1767.
| N° | Nome                           | Partido                                          | Foto       | Início do mandato | Fim do mandato | Cargo               |
| -- | ------------------------------ | ------------------------------------------------ | ---------- | ----------------- | -------------- | ------------------- |
| 1  | Antonio Corrêa Barbosa         | Desconhecido                                     |            | Desconhecido      | Desconhecido   | Capitão Povoador    |
| 2  | Carlos Bartolomeu de Arruda    | Desconhecido                                     |            | Desconhecido      | Desconhecido   | Sargento Mor        |
| 3  | Joaquim de Meira Siqueira      | Desconhecido                                     |            | Desconhecido      | Desconhecido   | Capitão Mor         |
| 4  | Francisco Franco da Rocha      | Desconhecido                                     |            | Desconhecido      | Desconhecido   | Sargento Comandante |
| 5  | Domingos Soares de Barros      | Desconhecido                                     |            | Desconhecido      | Desconhecido   | Capitão Mor         |
| 6  | Ignácio de Almeida Lara        | Desconhecido                                     |            | 1822              | 1823           | Alcaide             |
| 7  | João José da Silva             | Desconhecido                                     |            | 1823              | 1824           | Juiz Ordinário      |
| 8  | Manoel de Toledo Silva         | Desconhecido                                     |            | 1824              | 1825           | Juiz Ordinário      |
| 9  | Joaquim de Almeida Lima        | Desconhecido                                     |            | 1825              | 1826           | Juiz Ordinário      |
| 10 | Joaquim Antonio da Silva       | Desconhecido                                     |            | 1826              | 1827           | Juiz Ordinário      |
| 11 | José Joaquim da Silva          | Desconhecido                                     |            | 1827              | 1828           | Juiz Ordinário      |
| 12 | José Vaz Pirão                 | Desconhecido                                     |            | 1828              | 1829           | Juiz Ordinário      |
| 13 | Miguel Antonio Gonçalves       | Desconhecido                                     |            | 1829              | 1830           | Juiz Ordinário      |
| 14 | Manoel Duarte Novais           | Desconhecido                                     |            | 1830              | 1831           | Juiz Ordinário      |
| 15 | Carlos José Botelho            | Desconhecido                                     |            | 1831              | 1832           | Juiz Ordinário      |
| 16 | Francisco José Machado         | Desconhecido                                     |            | 1832              | 1833           | Juiz Ordinário      |
| 17 | José Alvares de Castro         | Desconhecido                                     |            | 1833              | 1834           | Juiz Ordinário      |
| 18 | Antonio Fíuza de Almeida       | Desconhecido                                     |            | 1834              | 1835           | Juiz Ordinário      |
| 19 | Francisco José Machado         | Partido Republicano Paulista PRP                 |            | 1835              | 1837           | Prefeito            |
| 20 | Manoel de Toledo Silva         | Partido Republicano Paulista PRP                 |            | 1838              | 1839           | Prefeito            |
| 21 | Paulo Pinto de Almeida         | Partido Republicano Paulista PRP                 |            | 1890              | 1890           | Intendente          |
| 22 | Francisco Rocha                | Partido Republicano Paulista PRP                 |            | 1890              | 1890           | Intendente          |
| 23 | Adolpho Corrêa Dias            | Partido Republicano Paulista PRP                 |            | 1891              | 1891           | Intendente          |
| 24 | Adolpho A. Narby Vasconcelos   | Partido Republicano Paulista PRP                 |            | 1891              | 1892           | Intendente          |
| 25 | Joviniano Reginaldo Alvim      | Partido Republicano Paulista PRP                 |            | 1892              | 1893           | Intendente          |
| 26 | Joaquim Sampaio                | Partido Republicano Paulista PRP                 |            | 1893              | 1898           | Intendente          |
| 27 | Aquilino José Pacheco          | Partido Republicano Paulista PRP                 |            | 1899              | 1900           | Intendente          |
| 28 | Paulo Moraes Barros            | Partido Republicano Paulista PRP                 |            | 1900              | 1901           | Intendente          |
| 29 | Aquilino José Pacheco          | Partido Republicano Paulista PRP                 |            | 1901              | 1902           | Intendente          |
| 30 | Manoel Ferraz de Camargo       | Partido Republicano Paulista PRP                 |            | 1902              | 1903           | Intendente          |
| 31 | Aquilino José de Pacheco       | Partido Republicano Paulista PRP                 |            | 1904              | 1904           | Intendente          |
| 32 | Fernando Febeliano da Costa    | Partido Republicano Paulista PRP                 |            | 1905              | 1913           | Prefeito            |
| 33 | Antonio A. de Barros Penteado  | Partido Republicano Paulista PRP                 |            | 1914              | 1915           | Prefeito            |
| 34 | Antonio Corrêa Ferraz          | Partido Republicano Paulista PRP                 |            | 1916              | 1916           | Prefeito            |
| 35 | Fernando Febeliano da Costa    | Partido Republicano Paulista PRP                 |            | 1917              | 1925           | Prefeito            |
| 36 | Coriolano Ferraz do Amaral     | Partido Republicano Paulista PRP                 |            | 1926              | 1926           | Prefeito            |
| 37 | José Barbosa Ferraz            | Partido Republicano Paulista PRP                 |            | 1927              | 1927           | Prefeito            |
| 38 | Eduardo Costa Sampaio          | Partido Republicano Paulista PRP                 |            | 1928              | 1929           | Prefeito            |
| 39 | José Rodrigues de Almeida      | Partido Republicano Paulista PRP                 |            | 1929              | 1930           | Prefeito            |
| 40 | Luiz Dias Gonzaga              | Partido Republicano Paulista PRP                 |            | 1930              | 1931           | Prefeito            |
| 41 | Benedito Rodrigues de Morais   | Partido Republicano Paulista PRP                 |            | 1931              | 1932           | Prefeito            |
| 42 | Luiz Dias Gonzaga              | Partido Republicano Paulista PRP                 |            | 1932              | 1932           | Prefeito            |
| 43 | Ignácio da Cunha Caldeira      | Partido Republicano Paulista PRP                 |            | 1932              | 1933           | Prefeito            |
| 44 | Joaquim Norberto de Toledo     | Partido Republicano Paulista PRP                 |            | 1934              | 1936           | Prefeito            |
| 45 | Luiz Dias Gonzaga              | Partido Social Progressista PSP                  |            | 1936              | 1938           | Prefeito            |
| 46 | Ricardo Ferraz de Arruda Pinto | Desconhecido                                     |            | 1938              | 1940           | Prefeito            |
| 47 | José Vizioli                   | Desconhecido                                     |            | 1941              | 1943           | Prefeito            |
| 48 | Jorge Pacheco Chaves           | Desconhecido                                     |            | 1943              | 1945           | Prefeito            |
| 49 | Bento Luiz Gonzaga Franco      | Partido Social Progressista PSP                  |            | 1945              | 1946           | Prefeito            |
| 50 | Antonio M. Belmudes de Toledo  | Partido Democrata Cristão PDC                    |            | 1946              | 1946           | Prefeito            |
| 51 | Bento Luiz Gonzaga Franco      | Partido Social Progressista PSP                  |            | 1947              | 1947           | Prefeito            |
| 52 | Frederico Ferraz Orsi          | Partido Social Progressista PSP                  |            | 1947              | 1947           | Prefeito            |
| 53 | Osvaldo Machado Cardoso        | Partido Social Progressista PSP                  |            | 1947              | 1947           | Prefeito            |
| 54 | Eurico Jaime Guerra            | Partido Social Progressista PSP                  |            | 1947              | 1947           | Prefeito            |
| 55 | Geraldo Pinto de Toledo        | Partido Social Progressista PSP                  |            | 1947              | 1948           | Prefeito            |
| 56 | Luiz Dias Gonzaga              | Partido Social Progressista PSP                  |            | 1948              | 1950           | Prefeito            |
| 57 | Aldrovando Fleury P. Corrêa    | Partido Social Progressista PSP                  |            | 1951              | 1951           | Prefeito            |
| 58 | Samuel de Castro Neves         | Partido Social Progressista PSP                  |            | 1952              | 1955           | Prefeito            |
| 59 | João Basílio                   | União Democrática Nacional UDN                   |            | 1955              | 1955           | Prefeito            |
| 60 | Luciano Guidotti               | Partido Social Progressista PSP                  |            | 1956              | 1959           | Prefeito            |
| 61 | Francisco Salgot Castillon     | União Democrática Nacional UDN                   |            | 1960              | 1962           | Prefeito            |
| 62 | Manoel Rodrigues Lourenço      | União Democrática Nacional UDN                   |            | 1962              | 1962           | Prefeito            |
| 63 | Emílio Sebe                    | Partido Social Progressista PSP                  |            | 1962              | 1962           | Prefeito            |
| 64 | Alberto Coury                  | Partido Social Progressista PSP                  |            | 1963              | 1963           | Prefeito            |
| 65 | Luciano Guidotti               | Partido Social Progressista PSP                  |            | 1964              | 1968           | Prefeito            |
| 66 | Nélio Ferraz de Arruda         | Aliança Renovadora Nacional ARENA                |            | 1968              | 1969           | Prefeito            |
| 67 | Francisco Salgot Castillon     | Aliança Renovadora Nacional ARENA                |            | 1969              | 1969           | Prefeito            |
| 68 | Cassio Paschoal Padovani       | Aliança Renovadora Nacional ARENA                |            | 1969              | 1972           | Prefeito            |
| 69 | Homero Paes Athayde            | Aliança Renovadora Nacional ARENA                |            | 1972              | 1973           | Prefeito            |
| 70 | Adilson Benedito Maluf         | Movimento Democrático Brasileiro MDB             |            | 1973              | 1977           | Prefeito            |
| 71 | João Herrmann Netto            | Movimento Democrático Brasileiro MDB             |            | 1977              | 1982           | Prefeito            |
| 72 | José Aparecido Borghesi        | Partido do Movimento Democrático Brasileiro PMDB |            | 1982              | 1983           | Prefeito            |
| 73 | Adilson Benedito Maluf         | Partido do Movimento Democrático Brasileiro PMDB |            | 1983              | 1988           | Prefeito            |
| 74 | José Machado                   | Partido dos Trabalhadores PT                     |            | 01/01/1989        | 31/12/1992     | Prefeito            |
| 75 | Antonio Carlos de Mendes Thame | Partido da Social Democracia Brasileira PSDB     |            | 01/01/1993        | 31/12/1996     | Prefeito            |
| 76 | Humberto de Campos             | Partido da Social Democracia Brasileira PSDB     |            | 01/01/1997        | 31/12/2000     | Prefeito            |
| 77 | José Machado                   | Partido dos Trabalhadores PT                     |            | 01/01/2001        | 31/12/2004     | Prefeito            |
| 78 | Barjas Negri                   | Partido da Social Democracia Brasileira PSDB     |            | 01/01/2005        | 31/12/2008     | Prefeito            |
| 78 | Barjas Negri                   | Partido da Social Democracia Brasileira PSDB     | 01/01/2009 | 31/12/2012        | Prefeito       |                     |
| 79 | Gabriel Ferrato                | Partido da Social Democracia Brasileira PSDB     |            | 01/01/2013        | 31/12/2016     | Prefeito            |
| 80 | Barjas Negri                   | Partido da Social Democracia Brasileira PSDB     |            | 01/01/2017        | 31/12/2020     | Prefeito            |
| 81 | Luciano Almeida                | Democratas DEM                                   |            | 01/01/2021        | 31/12/2024     | Prefeito            |
| 82 | Helinho Zanatta                | Partido Social Democrático PSD                   |            | 01/01/2025        | 31/12/2028     | Prefeito            |